# SN 2006nz
SN 2006nz – supernowa typu Ia odkryta 8 listopada 2006 roku w galaktyce A005629-0113. W momencie odkrycia miała maksymalną jasność 19,80m.